# Cold (группа)
Cold — американская рок-группа, играющая музыку в стилях пост-гранж/альтернативный метал. Образована в 1996 году в городе Джэксонвилл, Флорида. Выпустив два альбома, получивших «золотой» статус, группа продала около 2 миллионов дисков в США. 17 ноября 2006 года Cold, после некоторого периода неопределенности, объявили о распаде. Впоследствии было решено продолжить совместную творческую деятельность.
Состав Cold неоднократно менялся, и только лишь вокалист Скутер Уорд является его постоянным членом. Последний студийный альбом Cold “The Things We Can't Stop” вышел 13 сентября 2019 года.

## История

### Начало и альбомCold(1996—2000)
В 1980-х вокалист/гитарист Рональд «Скутер» Уорд и барабанщик Сэм МакКэндлесс играли в гаражных группах Джэксонвилла, штат Флорида. Спустя некоторое время они встретили басиста Джереми Маршалла и гитариста Мэтта Лугрэна и в 1986 году образовали группу Grundig. В 1990 году группа отыграла дебютный концерт в клубе The Spray, а в 1992 выпустила 8-песенный EP Into Everything тиражом 1000 копий. Затем группа, желая пробиться в индустрии, переехала в Атланту, штат Джорджия. Там их покинул Лугрэн, его заменил Шон Лэй, которого впоследствии заменил Келли Хэйс. Затем группа вернулась во Флориду и через три года, в 1995 году - распалась, но практически тем же составом за исключением басиста (Маршалла сменил Пэт Лалли) была образована группа под названием Diablo. Но через три месяца принимается решение распустить Diablo, а уже в 1996 году снова собрать Grundig в составе - Уорд, Хэйс, Маршалл и МакКэндлесс. Им приходится сменить название Grundig на Cold из-за того, что оно уже было зарегистрировано немецкой фирмой бытовой техники. За их прогрессом на местной сцене следил солист Limp Bizkit — Фред Дёрст. Он приглашает Уорда записать демо (два акустических трека - "Check Please" и "Ugly"), которое отправляет продюсеру Россу Робинсону. Робинсон, впечатлённый услышанным, предлагает группе контракт с A&M Records.
Первый альбом, Cold, вышедший 2 июня 1998 года, имел умеренный успех. Первым синглом с него стал "Go Away", вторым - "Give". В съёмках клипа на «Give» приняли участие Фред Дёрст и Джонатан Дэвис из Korn. В том же году был выпущен EP Oddity, на обложке которого запечатлён питомец жены МакКэндлесса, тарантул по кличке Уэнсдей, ползущий по лицу куклы. Cold искали отличительный знак, который хорошо запоминался - МакКэндлесс показал фотографию паука своему другу-татуировщику, который нарисовал официальный логотип группы в форме паука. Позднее барабанщик отметил: "Наша музыка такая же ползущая и зловещая, как паук". В поддержку альбома группа провела в туре весь год, в основном открывая концерты более популярных исполнителей. За 1998 год Cold разогревали Limp Bizkit, Clawfinger, Джерри Кантрелла, Soulfly, The Urge и Gravity Kills.
В 1999 году перед записью своего второго альбома в группу пришёл местный гитарист Терри Бальзамо, ранее недолгое время игравший в Limp Bizkit на заре их карьеры. Благодаря этому Скутер смог освободиться от гитары и полностью сконцентрироваться на вокале и контакте с публикой. В этом же году Cold перешли на лейбл Geffen Records после их объединения с A&M Records.

### 13 Ways to Bleed on Stage(2000—2002)
Второй альбом, 13 Ways to Bleed on Stage, вышел 12 сентября 2000 года. Продюсерами диска стали Адам Каспер, Крис Вренна (Nine Inch Nails) и Фред Дёрст. В записи также приняли участие Аарон Льюис из Staind и певица Сиерра Суон.
В поддержку альбома, ставшего прорывом для группы, были выпущены успешные радио-синглы и клипы на песни "End of the World", "No One", "Just Got Wicked" и "Bleed". Сингл "No One" стал саундтреком к фильму Спеши любить.
Весь 2001 год Cold посвящают концертной деятельности с Marilyn Manson, Godsmack, Staind, Weezer и другими группами.

### Year of the Spider(2002—2004)
В 2002 году группа выпускает песню "Gone Away" на сборнике WWF Tough Enough и снимает клип, который стал довольно популярным.
Благодаря успеху 13 Ways to Bleed on Stage лейбл Geffen финансирует запись следующего альбома группы. Year of the Spider, третий студийный альбом Cold, вышел в мае 2003 года. Продюсером стал Говард Бенсон, ранее работавший с P.O.D. и Blindside. Year of the Spider стал самым успешным в коммерческом плане альбомом группы, дебютировав на третьей строчке чарта Billboard 200 с продажами более 100,000 копий за первую неделю релиза. "Stupid Girl" стал единственным в истории Cold синглом, вошедшим в чарт Billboard Top 100, добравшись до 87 места. Вслед за релизом второго радио-сингла "Suffocate" была запланирована съёмка видеоклипа на эту песню, но лейбл не дал своего согласия. Проблемы с лейблом привели к напряжённости внутри группы, и в начале 2004 года Терри Бальзамо покинул её состав, чтобы заменить Бена Муди в Evanescence. На место Бальзамо был взят Эдди Рендини, ранее игравший в Darwin's Waiting Room. Вслед за уходом Бальзамо в том же году группу покинул Келли Хэйс, чтобы стать гитаристом группы Allele.
Cold собирались выпустить синглом песню "Wasted Years", однако лейбл решил прекратить поддержку альбома. В середине 2004 года группа разорвала контракт с Geffen.
Примерно в это же время Cold записали саундтрек к игре Psi-Ops: The Mindgate Conspiracy, который включал в себя песни две новые песни "With My Mind" и "Came All the Way" а так же два ремикса за авторством Криса Вренны. Был выпущен сингл и клип на песню "With My Mind", в поддержку которого группа отыграла короткий тур вместе с Sevendust и выступила на выставке E3 для продвижения игры; однако песня так и не была выпущена ни на одном из их альбомов.

### A Different Kind Of Painи распад (2004—2006)
К сентябрю 2004 года на место ушедшего Хэйса в группу вернулся Мэтт Лугрэн, гитарист первого состава Cold, когда они ещё назывались Grundig. Cold заключили новый контракт с лейблом Lava/Atlantic Records и начали запись следующего альбома с продюсером Майклом "Элвисом" Баскеттом, известным по работе с Chevelle и Puddle of Mudd. Выход альбома был намечен на декабрь 2004, но после ухода Эдди Рендини в ноябре дата релиза была сдвинута на весну 2005. Перед выпуском альбома Cold решили вернуться в студию и записать ещё несколько песен. Первоначальное название альбома And a Sad Song Lives On было изменено на The Calm that Killed the Storm и дата релиза была перенесена на сентябрь 2005. В июне 2005 на официальном сайте группы было объявлено, что название альбома вновь изменено - на A Different Kind of Pain. Песня "Happens All the Time" была выпущена в качестве первого сингла. Перед съёмкой видеоклипа на эту песню группа добавила в состав гитариста Майка Бута. Он снялся в клипе, отыграл несколько месяцев в туре и осенью был заменён на Зака Гилберта.
Альбом был выпущен 30 августа 2005 года, дебютировав на 26 строчке чарта Billboard - за первую неделю в США было продано 36 000 копий альбома. A Different Kind of Pain ознаменовал отход от радио-направленного звучания, присущего предшествующим двум альбомам.  Большая часть текстов для A Different Kind of Pain была написана в спальне сестры Уорда, в то время когда она на протяжении долгого времени боролась с раком, в итоге это стало основной темой альбома. Другие темы включают в себя конец отношений Скутера с его невестой и то, как это отражается на их дочери, а так же привычная для Cold лирика о домашнем насилии в семьях и страдающих от этого детях. Заглавная песня была выпущена в качестве второго сингла, но лейбл отказался спонсировать съёмки видеоклипа. Альбом был распродан тиражом около 160 000 в США.
17 ноября 2006 Cold на своей MySpace-странице объявили о распаде. Скутер Уорд прокомментировал это так: «За неделю до выхода нашего альбома президенты лейблов Lava и Atlantic которые всегда активно поддерживали нашу группу, были уволены со своих должностей. Мы возлагали на них большие надежды по продвижению нового релиза. Я не держу зла на Atlantic — они позволили нам выпустить альбом, но лишённый какой-либо поддержки, он не принёс им ожидаемых доходов. И мы, и вы тяжело работали над тем, чтобы A Different Kind of Pain получил то внимание публики, которое заслуживал. Спасибо вам за то, что покупали альбом и требовали наши песни на радио. Но дальнейшая борьба кажется бессмысленной. Война закончена».
В 2006 году Уорд и МакКэндлесс создали проект под названием The Witch. Затем на замену МакКэндлессу пришёл барабанщик Limp Bizkit Джон Отто. Проект переименовали сначала в When November Falls, а затем в The Killer and the Star. Альбом The Killer and the Star вышел 14 июля 2009 года.

### Воссоединение иSuperfiction(2009-2012)
25 июля 2008 года в своём блоге The Killer and the Star Скутер объявил о выходе сборника би-сайдов/редких песен Cold и о планах на запись нового альбома Cold в оригинальном составе группы.
В январе 2009 группа посредством MySpace-страницы официально объявила даты тура в честь воссоединения группы. Состав группы был указан следующим: Скутер Уорд, Сэм МакКэндлесс, Джереми Маршалл, Келли Хэйс и Терри Бальзамо. Но "классический" состав продержался совсем недолго - практически сразу Хэйс снова уходит из группы, он был заменён на Джо Беннетта, который также ушёл в июле 2009 и был заменён бывшим гитаристом Cold Заком Гилбертом. Позже Бальзамо также покидает группу, до конца года его заменяет Майкл Харрис из Idiot Pilot, который также играл на басу в The Killer and the Star. После первого тура весной, летом 2009 года группа отыграла второе турне. В сети появляются две демо-версии песен с будущего альбома (который на тот момент планировали назвать Epic) — "Welcome2MyWorld" и "My Religion". На самом же альбоме "My Religion" сменила название на "The Crossroads". Во время тура группа так же упомянула, что они планируют включить концертную версию своей новой песни "Snowblind" в качестве скрытого трека в грядущий альбом, но от этих планов пришлось отказаться. В итоге сильно позже "Snowblind" всё же была официально выпущена в студийной версии на шестом альбоме группы The Things We Can't Stop. В 2010 году происходит очередное изменение в составе - вместо Харриса в группу приходит гитарист Дрю Моллё.
Первым синглом с альбома, выпущенным 2 июня 2011 года, стала песня "Wicked World". Альбом, получивший название Superfiction, вышел на лейбле SonicStar/Eleven Seven Music 19 июля 2011 года и дебютировал в чарте Billboard 200 на 37 месте с 11 000 дисками, проданными в первую неделю релиза. Впоследствии альбом был также выпущен на виниле. В течение 2011 года Cold активно выступают в поддержку альбома с группами Volbeat, Signs of Betrayal, Six Sided Halo, Aside и другими. Второй сингл и клип на песню "American Dream", были выпущены 1 и 13 января 2012 года соответственно.

### COLD: LIVE(2012—2016)
В ноябре 2012 года Уорд объявил, что Cold будут записывать акустический альбом в 2013 году. В него планируются войти акустические переработки из первых четырёх альбомов, би-сайды и редкие треки, а так же четыре совершенно новых песни.. В апреле 2013 года Уорд рассказал, что в дополнение к акустическому альбому группа собирается выпустить двухдисковый концертный альбом, записав его на концерте в Джэксонвилле в мае 2013. С тех пор новостей об акустической записи больше не было, а дата концертного альбома была перенесена.
7 февраля 2014 года Cold начали краудфандинговую кампанию через сайт Indiegogo для сбора средств на запись двухдискового концертного альбома и DVD. Кампания завершилась успехом при 167% уровне сборов от изначальной цели.
28 февраля 2014 года группа отыграла первый концерт за три года на ярмарке Central Florida Fair совместно с Saliva.
28 апреля 2014 года Cold объявили дату и место записи концерта - 12 июля в театре Университета Северной Флориды в Джэксонвилле. Там же за день до концерта группа отыграла шоу под своим старым названием Grundig и перезаписала свой 6-трековый концертный сет (идентичный записанным на концерте в 1996 году и известным в интернете под бутлеговым названием Live at Furies) с намерением издать его в цифровом виде. 12 июля Cold отыграли и записали 27-песенный сет, включая специальные акустические/симфонические/пианинные исполнения песен "Black Sunday", "Bleed", "Cure My Tragedy (A Letter to God)" и "Rain Song", и совместное исполнение песен с гостями Дэмиеном Старки из Burn Season/Puddle of Mudd ("Suffocate") и поклонником группы Итаном Йорком ("Just Got Wicked"). Релиз был запланирован на февраль 2015 года. 
В ноябре 2014 года на Facebook группы появилось сообщение о том, что басист Джереми Маршалл покидает Cold, что бы сосредоточится на работе с другой группой под названием Fall to June. Он был заменён басисткой Линдси Манфреди.
После многочисленных задержек и переносов в декабре 2015 гитарист группы Дрю Моллё выложил на YouTube видео концерта COLD:LIVE, срежиссированное и отредактированное им же, а с января 2016 года альбом поступил в продажу на DVD, Blu-Ray и двойном компакт-диске через официальный сайт группы. Треклист окончательной версии COLD:LIVE включал в себя 16 треков.

### Изменения в составе и новый альбом (2016—настоящее время)
13 марта 2015 года было объявлено, что Cold подписали контракт с Napalm Records на выпуск нового альбома и планируемое мировое турне в 2016. В июле 2016 года Скутер написал в Facebook пост, в котором сообщил о возвращении в группу Терри Бальзамо, и что они начнут запись своего следующего альбома в августе 2016 года.
В январе 2017 года бывший вокалист Lifer, myDownfall и The Drama Club Ник Койл объявил, что присоединился к Cold в качестве их нового гитариста.. Позднее группа подтвердила это. 11 января 2017 года Cold начали запись нового студийного альбома.
Спустя год, 14 января 2018 года Скутер Уорд опубликовал в Facebook сообщение о том, что новый альбом прошел финальную стадию производства. Он также объявил, что Итан Йорк и Джонни Нова стали новыми членами группы, а Терри Бальзамо и Сэм МакКэндлесс не будут участвовать в записи нового альбома и туре.
В июне 2019 года Cold объявили, что их первый за восемь лет альбом The Things We Can't Stop будет выпущен 13 сентября 2019 года. 12 июня в сеть утёк первый сингл с нового альбома под названием "Shine", 19 июля вышел второй сингл под названием "Without You". Позже группа отправились в свой первый за 8 лет концертный тур "Broken Human Tour" для продвижения альбома. Во время тура МакКэндлесс вернулся в группу, заняв место Йорка, а позже снова присоединился к группе на постоянной основе.

## Состав

### На данный момент
- Рональд «Скутер» Уорд (Ronald «Scooter» Ward) — вокал, гитара, фортепиано (1996—2006, с 2009)
- Линдси Манфреди (Lindsay Manfredi) — бас (с 2014)
- Ник Койл (Nick Coyle) — гитара (с 2016)
- Джонни Нова — гитара (с 2018)
- Сэм МакКэндлесс (Sam McCandless) — ударные (1996—2006, 2009-2015, с 2019)

### Бывшие участники
- Джереми Маршалл (Jeremy Marshall) — бас (1996—2006, 2009—2014)
- Мэтт Лугрэн (Matt Loughran) — гитара (1996, 2004—2006)
- Шон Лэй (Sean Lay) — гитара (1996)
- Пэт Лалли (Pat Lally) — бас (1996)
- Келли Хэйс (Kelly Hayes) — ритм-гитара (1996—2004, 2009)
- Терри Бальзамо (Terry Balsamo) — гитара (1999—2004, 2009, 2016-2018)
- Эдди Рендини (Eddie Rendini) — гитара (2004; умер в 2015)
- Майк Бут (Mike Booth) — гитара, клавишные (2005)
- Зак Гилберт (Zac Gilbert) — гитара (2005—2006, 2009—2016)
- Джо Беннетт (Joe Bennett) — гитара (2009)
- Майкл Харрис (Michael Harris) — гитара (2009)
- Дрю Моллё (Drew Molleur) — гитара (2010—2016)
- Итан Йорк — барабаны (2017-2019)

## Дискография
- Cold (1998)
- 13 Ways to Bleed on Stage (2000)
- Year Of The Spider (2003)
- A Different Kind of Pain (2005)
- Superfiction (2011)
- COLD:LIVE (2016)
- The Things We Can't Stop (2019)

### Клипы
1. «Go Away» (1998)
2. «Give» (1998)
3. «Just Got Wicked» (2000)
4. «No One» (2001)
5. «End of the World» (2001)
6. «Bleed» (2001)
7. «Gone Away» (2002)
8. «Stupid Girl» (2003)
9. «With My Mind» (2004)
10. «Happens All the Time» (2005)
11. «Wicked World» (2011)
12. «American Dream» (2012)
13. «Without You » (2019)